# René Bastard
Pour les personnes ayant le même patronyme, voir Bastard.
René Bastard, né le 8 octobre 1900 à Arpajon et mort le 17 août 1975 à Nantes, est un sculpteur et dessinateur français de bandes dessinées.

## Biographie

### Les premières années
Né en 1900 à Arpajon, le jeune René est élevé tout d'abord par sa mère, son père ayant abandonné la famille peu après sa naissance, puis, après le décès de sa mère survenu en 1904 de la tuberculose, par sa tante et sa grand-mère à Châtillon-sur-Seine. Son oncle, chanoine, lui fait suivre ses études dans un pensionnat religieux à Saint-Laurent-sur-Sèvre. Passionné par la sculpture, il intègre les Compagnons du tour de France et travaille sur de nombreux monuments aux morts dans le Jura et sur la frontière allemande. Il s'agit d'une période difficile où il peine à gagner sa vie et il s'oriente vers le métier plus rémunérateur de gestionnaire d'un portefeuille d'assurance à Bressuire où il rencontre Catherine Pelletier, une pharmacienne qui devient son épouse en 1932, le couple s'installant à Nantes en 1938. Démobilisé du service cartographique du Génie à la fin de la Seconde Guerre mondiale, alors que la France est sous l'Occupation, il décide de tenter une carrière dans le dessin.

### Carrière dans le dessin
Le couple est à présent installé à Paris et René Bastard suit des cours de dessin ainsi que des cours de sculpture sur bois à l'Académie de la Grande-Chaumière tout en commençant à vendre des dessins et des illustrations à l'agence de presse Opera Mundi. Sa carrière débute véritablement à partir de 1941 où il dessine de nombreux récits complets sur des scénarios anonymes pour les fascicules de bandes dessinées publiés par les éditions S.É.P.I.A.. Il réalise ensuite des récits complets pour différents fascicules : la Collection Odyssées, Les Sélections Hardi les gars ! et À travers le monde.
Son travail est remarqué par Roger Lécureux qui lui propose de travailler pour l'hebdomadaire de bandes dessinées Vaillant dans lequel il débute en septembre 1946. Après l'avoir testé sur quelques illustrations et courts récits, Roger Lécureux lui propose le dessin d'une nouvelle série qu'il crée, Nasdine Hodja, qu'il va animer le temps de quelques épisodes entre décembre 1946 et août 1951. Au sein de la rédaction de Vaillant, René Bastard se lie d'amitié avec le scénariste Jean Ollivier qui lui propose de créer avec lui une nouvelle série, Yves le Loup, pour laquelle il abandonne Nasdine Hodja et dont il dessinera 35 épisodes entre 1947 et 1960. Souffrant d'une artériosclérose cérébrale, René Bastard n'est plus capable de travailler au même rythme, ce qui le contraint à abandonner Yves le Loup et de ne réaliser que des récits complets pour Vaillant et pour le magazine Francs Jeux. Il tente ensuite de reprendre Yves le Loup en réalisant encore cinq épisodes, avec un trait simplifié, entre 1964 et 1966, la maladie le contraignant alors à mettre fin à sa carrière.
Au cours de sa carrière au sein des éditions Vaillant, René Bastard illustre également des nouvelles et des romans pour cet éditeur ainsi que pour l’hebdomadaire féminin Femmes françaises entre 1947 et 1954 et également pour les quotidiens Ce soir en 1952  ainsi que L'Humanité et La Marseillaise en 1953 . En 1947, il réalise le récit complet Arkya, fille des dunes sur scénario de Henri Bourdens pour l'hebdomadaire Vaillante. Avec Jean Ollivier, il réalise six épisodes du fascicule de poche Perceval pour les éditions Mon journal en 1959-1960.
En 1950, quelques récits dessinés par René Bastard sont publiés en Italie dans la revue Il Pioniere, une histoire en plusieurs épisodes dont le titre est Ivorio et le loup du n°23 au n°32 et une histoire dont le titre est Capitaine Mandrin.

## Œuvres publiées
René Bastard travaille principalement pour l'hebdomadaire Vaillant, où il entre en 1946 jusqu'à la fin de sa carrière en 1966. Parallèlement à ses deux principales séries, Nasdine Hodja et Yves le Loup, il y réalise divers récits complets et illustrations. Ses autres œuvres sont publiées dans des fascicules petits formats chez d'autres éditeurs.
Seuls deux albums sont édités à l'époque de leur publication par les Éditions Vaillant, un album cartonné de Nasdine Hodja en 1953 et un album broché de Yves le Loup en 1954.
Il n'existe que peu de rééditions ou d'éditions d'inédits en albums de René Bastard, selon Henri Filippini en raison de l'opposition de sa veuve qui « ne voulait pas autoriser la publication du travail réalisé par son époux pour la presse communiste qu’elle honnit », ce qui est paradoxal dans la mesure où celui-ci a travaillé pendant toute sa carrière pour des maisons d'édition liées au parti communiste…

### Nasdine Hodja
avec Roger Lécureux (scénario)

#### Dans le périodiqueVaillant
- L'Insaisissable Nasdine Hodja, du no 84 du 19 décembre 1946 au no 112 du 4 juillet 1947
- Le Retour de L'Insaisissable, du no 223 du 22 août 1949 au no 238 du 5 décembre 1949

#### En album
- L'Insaisissable Nasdine Hodja, 31 pages, cartonné, Éditions Vaillant, 1953 (DL 01/1953)
- Les Aventures de L'Insaisissable (Nasdine Hodja tome 10), 49 pages, cartonné, reprend L'Insaisissable Nasdine Hodja et Le Retour de L'Insaisissable et deux récits dessinés par René Violet, Éditions du Taupinambour, 2009 (DL 01/2009)

### Yves le Loup
avec Jean Ollivier (scénario)

#### Dans le périodiqueVaillant
La série est présente chaque semaine du no 113 du 10 juillet 1947 (histoire Yves le Loup) au no 772 du 28 février 1960 (histoire Le Défi du trouvère) pour 35 histoires, puis après une reprise temporaire par Eduardo Teixeira Coelho, du no 889 du 27 mai 1962 (histoire La Conquête du Graal) au no 1098 du 29 mai 1966 (histoire Le Siège de Tintagel) pour 5 histoires.

#### En album
- Le Chevalier au masque, 14 pages, format à l'italienne, Éditions Vaillant coll. « C'est un album Vaillant », 1948 (DL 07/1948)
- L'Enfance du preux, 31 pages, broché, Éditions Vaillant, 1954 (DL 09/1954)
- Galaad, 60 pages, noir et blanc, CNBDI, 1999
- Yves le Loup, 67 pages, Glénat coll. « Patrimoine BD », reprend La Tour des cent vaillances, Debout les Jacques ! et La Rose noire de Bagdad, 2004 (DL 09/2004)  (ISBN 2-7234-4768-5)

### Arkya, fille des dunes
avec Henri Bourdens (scénario), dans le périodique Vaillante (1947)

### Petits formats

#### À travers le monde
scénariste inconnu, 8 pages, noir et blanc, Format à l'italienne, SEG
- t. 5 La Cité perdue, 1945 (DL 08/1945)
- t. 9 Les Monstres déchaînés, 1946 (DL 01/1946)
- t. 10 Le Fou du Sahara, 1946 (DL 02/1946)

#### Les sélections Hardi les gars!
scénariste inconnu, 16 pages, noir et blanc, éditions Héroïca
- t. 9 Le Dieu de la toundra, avec deux autres histoires par Roger Melliès, 1946 (DL 02/1946)
- t. 13 Rezzou sur le Tafilalelt, avec deux autres histoires par Victor Molineaux et Jack Norbert, 1946 (DL 04/1946)
- t. 16 Le Centaure de la pampa , avec deux autres histoires par d'autres auteurs, 1946 (DL 06/1946)
- t. 16 Les Hommes bleus, avec deux autres histoires par d'autres auteurs, 1946 (DL 09/1946)
- t. 22 On a tué Hitler, avec deux autres histoires par d'autres auteurs, 1946 (DL 10/1946)
- t. 24 Immolé à l’aube, avec deux autres histoires  par d'autres auteurs, 1946 (DL 11/1946)
- t. 26 L'Aventurier du Far West, avec deux autres histoires par Roger Melliès et Van Straelen, 1947 (DL 01/1947)
- t. 26 Le Justicier de la brousse, avec deux autres histoires par Roger Melliès et Van Straelen, 1947 (DL 01/1947)
- t. 34 Le Démon rouge, avec deux autres histoires par Lucien Bornert et Puydach, 1947 (DL 04/1947)
- t. 35 À la manière de Garry Strong et Le Jugement du totem, avec une autre histoire par Lucien Bornert, 1947 (DL 06/1947)

#### 34 aventures voyages mystères
Scénariste inconnu, broché, format poche, Éditions Vaillant
- t. 1 Yves le Loup : Le Krak des chevaliers, 25 pages, avec d'autres histoires par d'autres auteurs, noir et blanc, 1949 (DL 04/1949)
- t. 5 La Revanche des singes-araignées, 25 pages et Le Centaure des camargues 14 pages, avec d'autres histoires par d'autres auteurs, 1949 (DL 06/1949)
- t. 9 Yves le Loup : Tristan et Isaure, 18 pages, avec d'autres histoires par d'autres auteurs, 1949 (DL 08/1949)

#### Perceval
avec Jean Ollivier (scénario), 96 pages, broché, format poche, Mon journal
1. Le Valet sans écu, 1959 (DL 08/1959)
2. Le Sang des Chevaliers, 1959 (DL 09/1959)
3. Les Loups du Nord - 1, 1959 (DL 10/1959)
4. Les Loups du Nord - 2, 1959 (DL 11/1959)
5. Les Géants de Jagernon, 1959 (DL 12/1959)
6. Le Chevalier à la charrette, 1960 (DL 01/1960)
7. Le Kraak des Chevaliers, 1960 (DL 02/1960)

#### Invanhoé
avec Jean Ollivier (scénario), broché, format poche, Mon journal
Trois récits parus dans Ivanhoé no  2, 3 et 4 en juin 1960)

### Illustrations
- La Légende de Till Ulenspiegel, dans Ce Soir, 1952.
- Chronique du règne de Charles IX, adapté de Prosper Mérimée, dans L'Humanité et La Marseillaise, 1953.